# 约纳斯·谢尔曼
约纳斯·谢尔曼（瑞典語：Jonas Källman，1981年7月17日—），生于韦克舍，瑞典男子手球运动员。他曾代表瑞典国家队参加2012年夏季奥林匹克运动会手球比赛，获得一枚银牌。